# Загальноросійське голосування з внесення змін до Конституції РФ
Загальноросійське голосування з внесення змін до Конституції Російської Федерації відбулося 1 липня 2020 року.
У січні 2020 року президент Росії Володимир Путін запропонував змінити Конституцію Росії і вніс у Державну думу відповідний законопроєкт. Зміни зачіпають розділи про федеративний устрій країни, президента, Федеральні збори і уряд, судову владу і прокуратуру, місцеве самоврядування. Ці розділи можуть бути змінені шляхом прийняття Закону Російської Федерації про внесення змін до Конституції, процедура прийняття котрого передбачає проходження законопроєкту у Державній Думі, Раді Федерації і схвалення його законодавчими органами двох третин суб'єктів Росії. За пропозицією президента поправки також будуть винесені на загальноросійське голосування.
Багато ЗМІ стверджують, що справжньою метою цього голосування є узаконити довічне правління Володимира Путіна.
За офіційними результатами голосування, яке відбулося з численними порушеннями, поправки були підтримані з результатом 78,56 %.

## Передісторія
Конституція Росії була прийнята на всенародному голосуванні 12 грудня 1993 року і складається з дев'ятьох розділів. Порядок перегляду 1-го, 2-го і 9-го розділів прописаний у статті 135 Конституції і вимагає скликання Конституційних зборів для прийняття нової Конституції. Порядок зміни розділів з 3-го по 8-ого визначений у статті 136 і вимагає прийняття закону про поправки до Конституції Російської Федерації за процедурою, аналогічною (але не ідентичною, через вимоги ратифікації поправки регіональними законодавчими органами) прийняттю федерального конституційного закону.
За час дії конституції у ній було зроблено декілька змін. Найбільшими були поправки, запропоновані у президентському посланні 2008 року. Серед інших можна назвати поправку про об'єднання Верховного і Вищого арбітражного судів, а також поправку про призначення додаткової групи членів Ради Федерації («представників Російської Федерації») президентом країни. Також у Конституцію вносили зміни, пов'язані з утворенням або ліквідацією суб'єктів Федерації, а також з їхнім перейменуванням.

## Поправки, запропоновані у 2020 році
У посланні Федеральним зборам 15 січня 2020 року президент Росії Володимир Путін запропонував внести у Конституцію низку поправок.

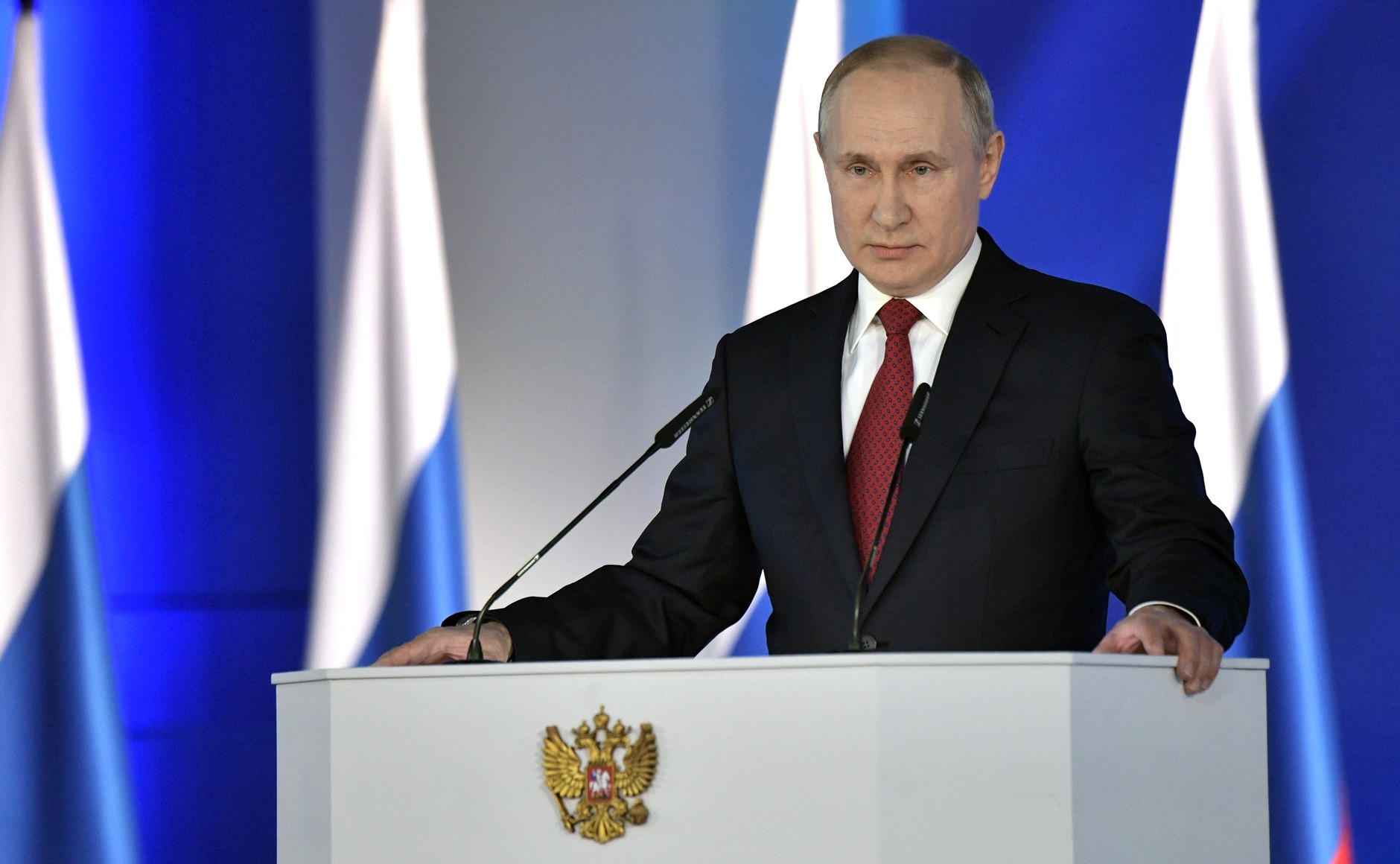
Виступ В. Путіна під час послання до Федеральних зборів 15 січня 2020 року

20 січня Путін вніс у Державну Думу законопроєкт «Про вдосконалення і регулювання окремих питань організації публічної влади». 3 січня депутати Думи одноголосно прийняли його у першому читанні.
На відміну від референдуму, при загальноросійському голосуванні достатньо отримати просто більшість голосів при будь-якій явці. Голосування відбулося пакетом, одразу за декілька поправок.
При проведенні всенародного голосування у 1993 рокові Конституція Російської Федерації вважалася прийнятою, якщо за неї проголосувало понад половина виборників, які взяли участь у голосуванні, при умові, що у ньому взяла участь понад половина виборців.
14 лютого 2020 року президент підписав розпорядження № 32-рп «Про організацію підготовки проведення голосування по питанню схвалення змін у Конституцію Російської Федерації». Воно надало Центральної виборчої комісії відповідні повноваження.
На зустрічі з робочою групою 26 лютого 2020 року по зміні Конституції РФ Путін підтримав дату проведення всеросійського голосування 22 квітня 2020 року.
2 березня 2020 року президент Путин вніс другий пакет поправок. 10 березня 2020 року пройшло обговорення поправок у рамках другого читання Державної Думи. Остаточно поправки зачепили сорок одну статтю Конституції з 3 по 8 розділ. Також була запропонована поправка депутата від «Єдиної Росії» Олександра Карелина про дострокові вибори Державної Думи у 2020 році. Депутат від «Єдиної Росії» Валентина Терешкова запропонувала взагалі скасувати обмеження по числу президентських строків або ж дозволити повторно обирати на пост президента Володимира Путіна («обнулити» число уже проведених ним на посту президентських строків). Після Терешкової виступив сам Путін, підтримавши можливість свого переобрання, але відкинув речення про проведенні дострокових парламентських виборів (згодом відкликане). Також глава держави заявив про необхідність отримати висновок Конституційного суду про відповідність поправок діючій Конституції (фундаментальним розділам 1, 2 і 9). У другому читанні за внесення поправок проголосували 382 депутата, проти — 0, утрималися — 44. На наступний день (11 березня) було проведене останнє — третє читання, за підсумками котрого: за — 383, проти — 0, 43 утрималися.
Зразу після цього висловилася Рада Федерації — 160 голосів «за», 1 «проти» (В'ячеслав Мархаєв), троє утрималися.
Законодавчі збори всіх регіонів країни (необхідний мінімум — ⅔ суб'єктів) також затвердили запропоновані зміни.
14 березня 2020 року президент підписав закон про поправки та направив у КС запит про їх перевірку. 16 березня орган виніс рішення.
17 березня 2020 року Путін підписав указ «Про призначення загальноросійського голосування з питання схвалення змін у Конституцію російської Федерації» на 22 квітня. В указі було сформульоване питання, виносити на загальноросійське голосування: «Чи підтримуєте ви зміни у Конституцію Російської Федерації?». Прі цьому на зустрічі з главою ЦВК РФ Еллою Памфіловою Путін заявив, що голосування може бути перенесене через складну епідеміологічну ситуацію, викликану розповсюдженням коронавірусу COVID-19.

## Опитування населення
|               | | | Якщо би ви взяли участь у голосуванні, то проголосували би за або проти запропонованих поправок?                                                      | Якщо би ви взяли участь у голосуванні, то проголосували би за або проти запропонованих поправок?                                                      | Якщо би ви взяли участь у голосуванні, то проголосували би за або проти запропонованих поправок?                                                      | Якщо би ви взяли участь у голосуванні, то проголосували би за або проти запропонованих поправок?                                                      | |
| Дата          | Опитувач/замовник | Вибірка | Явка | За | Проти | Важко відповісти | Різниця |
| ------------- | --- | --- | --- | --- | --- | --- | --- |
| 17 квітня     | ВЦИОМ [Архівовано 19 вересня 2020 у Wayback Machine.]                                                                                                 | 1600 | 66 % | 50 % | 26 % | 24 % | 24 % |
| 19—25 березня | Левада-Центр [Архівовано 28 березня 2020 у Wayback Machine.]                                                                                          | 1624 | 54 % | 48 % | 47 % | 6 % | 1 % |
| 17 березня    | Президент РФ Володимир Путін призначив своїм указом загальноросійське голосування на 22 квітня 2020 року                                              | Президент РФ Володимир Путін призначив своїм указом загальноросійське голосування на 22 квітня 2020 року                                              | Президент РФ Володимир Путін призначив своїм указом загальноросійське голосування на 22 квітня 2020 року                                              | Президент РФ Володимир Путін призначив своїм указом загальноросійське голосування на 22 квітня 2020 року                                              | Президент РФ Володимир Путін призначив своїм указом загальноросійське голосування на 22 квітня 2020 року                                              | Президент РФ Володимир Путін призначив своїм указом загальноросійське голосування на 22 квітня 2020 року                                              | Президент РФ Володимир Путін призначив своїм указом загальноросійське голосування на 22 квітня 2020 року                                              |
| 11 березня    | ВЦИОМ [Архівовано 10 червня 2020 у Wayback Machine.]                                                                                                  | 1600 | 69 % | 64 % | 15 % | 21 % | 49 % |
| 10 березня    | Президент РФ Володимир Путін під час виступу у Державній Думі підтримав «поправку Терешкової» про обнулення президентських термінів Володимира Путина | Президент РФ Володимир Путін під час виступу у Державній Думі підтримав «поправку Терешкової» про обнулення президентських термінів Володимира Путина | Президент РФ Володимир Путін під час виступу у Державній Думі підтримав «поправку Терешкової» про обнулення президентських термінів Володимира Путина | Президент РФ Володимир Путін під час виступу у Державній Думі підтримав «поправку Терешкової» про обнулення президентських термінів Володимира Путина | Президент РФ Володимир Путін під час виступу у Державній Думі підтримав «поправку Терешкової» про обнулення президентських термінів Володимира Путина | Президент РФ Володимир Путін під час виступу у Державній Думі підтримав «поправку Терешкової» про обнулення президентських термінів Володимира Путина | Президент РФ Володимир Путін під час виступу у Державній Думі підтримав «поправку Терешкової» про обнулення президентських термінів Володимира Путина |
| 7 березня     | ЦИПКР [Архівовано 9 грудня 2020 у Wayback Machine.]                                                                                                   | 1500 | 59 % | 29 % | 17 % | 52 % | 23 % |
| 6 березня     | ВЦИОМ [Архівовано 10 червня 2020 у Wayback Machine.]                                                                                                  | 1600 | 66 % | 42 % | 17 % | 41 % | 25 % |
| 3 березня     | ВЦИОМ [Архівовано 10 червня 2020 у Wayback Machine.]                                                                                                  | 1600 | 67 % | 55 % | 12 % | 33 % | 43 % |
| 27—28 лютого  | Superjob [Архівовано 2 березня 2020 у Wayback Machine.]                                                                                               | 1600 | 45 % | — | — | — | — |
| 20—26 лютого  | Левада-Центр [Архівовано 9 грудня 2020 у Wayback Machine.]                                                                                            | 1600 | 72 % | 25 % | 10 % | 37 % | 12 % |
| лютий         | ФОМ [Архівовано 28 лютого 2020 у Wayback Machine.] | 1500 | 64 % | — | — | — | — |
| 20 лютого     | ВЦИОМ [Архівовано 10 червня 2020 у Wayback Machine.]                                                                                                  | 1600 | 66 % | — | — | — | — |
| 12 лютого     | ВЦИОМ [Архівовано 10 червня 2020 у Wayback Machine.]                                                                                                  | 1600 | 61 % | 46 % | 16 % | 38 % | 30 % |

Опозиційні рухи, партії і політики зайняли різні позиції до голосування: серед них знайшлися прибічники голосування «за» і «проти» (Левый фронт, Відкрита Росія, Яблуко), які дотримувалися ідеї бойкоту голосування (Олексій Навальный, ПАРНАС) або які зайняли позицію вичікування (КПРФ, які підтримали соціальні поправки, але які критикували закон у цілому).
Згодом КПРФ також виступила за бойкот голосування.
28 лютого глава Центральної виборчої комісії Росії Елла Памфілова оголосила про науково-експертну раду при комісії, пояснивши це її «абсолютно неприйнятною» формою і «абсолютним анахронізмом». Незадовго до цього, згідно РБК, низка членів ради написали письмо з критикою голосування. Колишній член і головний редактор радіостанції «Ехо Москви» Олексій Венедиктов публічно виступав проти розширення можливостей дострокового і надомного голосування через неможливість за ним спостерігати і до дискредитації результатів голосування.
На думку політолога Олександра Пожалова і засновника партії «Яблуко» Григорія Явлінського, голосування про поправки стане референдумом про підтримку Путіна, причому, на думку Явлінського, воно відкриває шлях до його пожиттєвого правління. За даними «Левада-центру» в червні 2020 рік 60 відсотків громадян Росії підтримують політику президента В. В. Путіна [Архівовано 9 червня 2020 у Wayback Machine.] На виборах Президента Росії в 2018 році Явлінський набрав 1 % голосів.  [Архівовано 17 грудня 2020 у Wayback Machine.]
На думку деяких глядачів, значною обставиною у період перед голосуванням стало різке падіння світових цін на нафту у березні 2020 року, котрі спровокували зниження курсу рубля до основних світових валют.. Це думка не підтверджується поточною динамікою курсу рубля по відношенню до долара. [Архівовано 10 липня 2020 у Wayback Machine.]
11 березня 2020 року 128 ініціаторів підписали відкрите звернення громадян Росії у Венеційську комісію Ради Європи із закликом про термінове проведення правових експертиз поправок до Конституції Росії і процедури їхнього прийняття. На 22 березня звернення підписали 151 716 людей  [Архівовано 22 березня 2020 у Wayback Machine.]

## Офіційні результати
| Варіант                                                     | Голосів     | %     |
| ----------------------------------------------------------- | ----------- | ----- |
| Так                                                         | 57 747 288  | 78,56 |
| Ні                                                          | 15 761 978  | 21,44 |
| Недійсні                                                    | 604 951     | –     |
| Загалом                                                     | 74 114 217  | 100   |
| Виборців/явка                                               | 109 190 337 | 67,88 |
| Джерело: ЦВК [Архівовано 23 грудня 2021 у Wayback Machine.] |             |       |

## Заклик з боку голови РПЦ підтримати посилення та закріплення російської окупації Криму
При голосуванні за поправки до конституції Росії патріарх Кирило закликав росіян підтримати поправки.
Формально він закликав підтримати прийняття лише однієї поправки зі згадуванням Бога (причому закликав голосувати «так» навіть атеїстів). Але голосування «так» або «ні» йшло відразу по всьому пакету поправок, а не за окремими пунктами.
При цьому серед поправок була і поправка про захист територіальної цілісності Росії, яка забороняє вести переговори про передачу територій Росії з іншими країнами.
Оскільки Росія вважає окупований Крим своєю територією, заклик Патріарха Кирила до росіян підтримати цю поправку означає заклик до них підтримати всі інші поправки, включаючи поправку про захист територіальної цілісності Росії.
Отже, Патріарх Кирило закликав підтримати заборону на потенційну деокупацію Криму, а також закликав підтримати додаткове посилення та закріплення окупації Криму.

## Оцінки
Forbes та The Moscow Times повідомили про можливі фальсифікації виборів, виявлені фізиком та дослідником фальсифікацій на попередніх виборах Сергієм Шпилькиним. Він встановив, що 22 мільйони голосів могли бути наслідком фальсифікацій, зокрема, вкидання бюлетенів та зміни протоколів для малювання «красивих» результатів голосів «за» та явки. За його оцінками, справжня явка склала не 68 %, а близько 42—43 %, а співвідношення голосів за і проти було не 79 % на 21 %, як оголошено офіційно, а 65 % на 35 %.
Україна засудила проведення Росією референдуму про зміни до Конституції на території окупованих Криму та Донбасу та повідомила, що не вважає результати легітимними через участь громадян України з примусово виданими російськими паспортами, а також закликала до нових міжнародних санкцій через залучення до голосування мешканців окупованих територій. Європейський Союз заявив, що голосування відбулося з численними порушеннями демократичних норм, а поправки щодо примату конституції над рішеннями міжнародних судів суперечить міжнародним зобов'язанням Росії.

## Додатки

### Зноски
1. ↑  Путин назначил голосование по поправкам в Конституцию на 22 апреля. РБК. 17 березня 2020. Архів оригіналу за 24 березня 2020. Процитовано 24 березня 2020.
2. ↑  Указ Президента Російської Федерації «Про проведення Загальноросійського голосування щодо поправок до Конституції». Архів оригіналу за 24 червня 2020. Процитовано 3 червня 2020.
3. ↑  Rapoza, Kenneth (10 березня 2020). Russia Proposes "Putin Forever", Will Probably Get It [В Росії пропонують "Путіна назавжди", скоріш за все так і буде]. Forbes. Архів оригіналу за 24 березня 2020. Процитовано 25 березня 2020.
4. ↑  Foy, Henry; Seddon, Max (17 січня 2020). Russia's political shake-up: Putin forever [Політичні потрясіння в Росії: Путін залишиться назавжди]. Financial Times. Архів оригіналу за 24 березня 2020. Процитовано 25 березня, 2020.
5. ↑  Kuzio, Taras (13 лютого 2020). Putin forever: Ukraine faces the prospect of endless imperial aggression [Путін назавжди: Україна стикнулась із перспективою вічної імперської загрози]. Атлантична рада США. Архів оригіналу за 24 березня 2020. Процитовано 25 березня 2020.
6. ↑  Какова процедура внесения поправок в Конституцию России. Коммерсантъ (рос.). 15 січня 2020. Архів оригіналу за 20 лютого 2020. Процитовано 5 березня 2020.
7. ↑  Дмитрий Камышев (15 січня 2020). Как изменить Конституцию в обход конституционной нормы. Ведомости (рос.). Ведомости. Архів оригіналу за 19 січня 2020. Процитовано 5 березня 2020.
8. ↑  Как менялась действующая конституция [Архівовано 22 січня 2020 у Wayback Machine.] (ТАСС)
9. ↑  Государственная Дума приняла в первом чтении предложенные Президентом изменения в Конституцию. Архів оригіналу за 24 січня 2020. Процитовано 24 березня 2020.
10. ↑  Госдума приняла в первом чтении законопроєкт о поправках в Конституцию, Meduza, 23.01.2020. Архів оригіналу за 24 січня 2020. Процитовано 24 березня 2020.
11. ↑  Референдума по предложенным поправкам не будет, а будет всероссийское голосование. Архів оригіналу за 2 лютого 2020. Процитовано 24 березня 2020.
12. ↑  Глава 9. Конституционные поправки и пересмотр Конституции | Конституция Российской Федерации. www.constitution.ru. Архів оригіналу за 21 листопада 2019. Процитовано 14 лютого 2020.
13. ↑  «Распоряжение Президента Российской Федерации от 14.02.2020 № 32-рп (Об организации подготовки проведения общероссийского голосования по вопросу одобрения изменений в Конституцию Российской Федерации)». Архів оригіналу за 20 лютого 2020. Процитовано 24 березня 2020.
14. ↑  Голосование по поправкам в Конституцию пройдет 22 апреля [Архівовано 26 лютого 2020 у Wayback Machine.] (Ведомости)
15. ↑  Второе чтение поправок в Конституцию. Главное. Коммерсантъ. 10 березня 2020. Архів оригіналу за 18 березня 2020. Процитовано 24 березня 2020.
16. ↑  Госдума утвердила пакет поправок к Конституции РФ. Deutsche Welle. 11 березня 2020. Архів оригіналу за 18 березня 2020. Процитовано 24 березня 2020.
17. ↑  Совет Федерации одобрил поправки в Конституцию. РИА Новости. 11 березня 2020. Архів оригіналу за 18 березня 2020. Процитовано 24 березня 2020.
18. ↑  Регионы одобрили поправки в Конституцию в ускоренном порядке. Ведомости. 12 березня 2020. Архів оригіналу за 18 березня 2020. Процитовано 24 березня 2020.
19. ↑  Конституционный суд экстренно заседает по поправкам в Конституцию. BBC. 14 березня 2020. Архів оригіналу за 14 березня 2020. Процитовано 24 березня 2020.
20. ↑  Заключение Конституционного Суда Российской Федерации о соответствии положениям глав 1, 2 и 9 Конституции Российской Федерации не вступивших в силу положений Закона Российской Федерации «О совершенствовании регулирования отдельных вопросов организации и функционирования публичной власти», а также о соответствии Конституции Российской Федерации порядка вступления в силу статьи 1 данного Закона в связи с запросом Президента Российской Федерации от 16 марта 2020 года (PDF). Архів оригіналу (PDF) за 16 березня 2020. Процитовано 24 березня 2020.
21. ↑  «О назначении общероссийского голосования по вопросу одобрения изменений в Конституцию российской Федерации». Архів оригіналу за 18 березня 2020. Процитовано 24 березня 2020.
22. ↑  Встреча с Председателем Центризбиркома Эллой Памфиловой (рос.). Президент России. Архів оригіналу за 18 березня 2020. Процитовано 18 березня 2020.
23. ↑  Г. Мисливская (17 березня 2020). Путин: Голосование по Конституции пройдет с учетом ситуации с коронавирусом. Российская Газета. Процитовано 18 березня 2020.
24. ↑  Оппозиционеры запускают кампанию «Нет!» против изменения Конституции. Ведомости. 26 січня 2020. Архів оригіналу за 28 лютого 2020. Процитовано 24 березня 2020.
25. ↑  КПРФ и Навальный не хотят воевать с Кремлем. Независимая газета. 26 січня 2020. Архів оригіналу за 5 лютого 2020. Процитовано 24 березня 2020.
26. ↑  Вас спросить решили. Новая газета. 26 лютого 2020. Архів оригіналу за 28 лютого 2020. Процитовано 24 березня 2020.
27. ↑  О позиции КПРФ по отношению к поправкам в Конституцию РФ | КПРФ Москва (рос.). Архів оригіналу за 23 березня 2020. Процитовано 23 березня 2020.
28. ↑  Глава ЦИК распустила экспертный совет после его критики голосования по Конституции сообщают «Открытые медиа». Открыте медиа. 28 лютого 2020. Архів оригіналу за 28 лютого 2020. Процитовано 24 березня 2020.
29. ↑  Аркадий Любарев (11 березня 2020). Поправки в Конституцию принимают по очень странной процедуре, которая нигде и никогда не использовалась. Она вообще законна?. Meduza. Архів оригіналу за 12 березня 2020. Процитовано 11 березня 2020.
30. ↑  Е. Антонова, Е. Кузнецова (10 березня 2020). Голосование по Конституции станет «референдумом» о новом сроке Путина. РБК. Архів оригіналу за 11 березня 2020. Процитовано 12 березня 2020.
31. ↑  Григорий Явлинский (11 березня 2020). Оттолкнуться от обнуления. Новая газета (рос.). Архів оригіналу за 12 березня 2020. Процитовано 16 березня 2020.
32. ↑  Д. Родионов (9 березня 2020). Крах рубля: Доллар за 100, пустые полки и конец «путинской стабилизации». Свободная пресса. Архів оригіналу за 12 березня 2020. Процитовано 18 березня 2020.
33. ↑  Архівована копія. Архів оригіналу за 16 травня 2021. Процитовано 16 травня 2021.{{cite web}}:  Обслуговування CS1: Сторінки з текстом «archived copy» як значення параметру title (посилання)
34. ↑  Kobak, Dmitry; Shpilkin, Sergey; Pshenichnikov, Maxim S. (May 2012). Statistical anomalies in 2011-2012 Russian elections revealed by 2D correlation analysis. arXiv:1205.0741v2.
35. ↑  Data Scientist Claims 'Staggering' Fraud at Russia's Constitution Vote. The Moscow Times (англ.). 3 липня 2020. Архів оригіналу за 3 липня 2020. Процитовано 7 липня 2020.
36. ↑  Таїров, Рінат (3 липня 2020). 'Такого масштаба манипуляций в прошлом не было': эксперт заявил о 22 млн 'аномалий' на голосовании по Конституции. Forbes (рос.). Архів оригіналу за 3 липня 2020. Процитовано 7 липня 2020.
37. ↑  Україна закликає ООН засудити російське «голосування» на окупованих територіях — Укрінформ. Архів оригіналу за 7 липня 2020. Процитовано 7 липня 2020.
38. ↑  Україна в ОБСЄ закликала до санкцій через «референдум» РФ на окупованих територіях — Укрінформ. Архів оригіналу за 8 липня 2020. Процитовано 7 липня 2020.
39. ↑  Євросоюз указав на порушення при голосуванні щодо змін конституції РФ — Укрінформ. Архів оригіналу за 3 липня 2020. Процитовано 7 липня 2020.